# Anders als die anderen (1956)
Anders als die anderen (Originaltitel Tea and Sympathy) ist der Titel eines US-amerikanischen Spielfilm-Dramas aus dem Jahr 1956 von Vincente Minnelli. Als literarische Vorlage diente das Theaterstück Tea and Sympathy (deutscher Titel Einzelgänger) von Robert Anderson, der auch das Drehbuch schrieb. Die Hauptrollen sind mit Deborah Kerr und John Kerr besetzt, tragende Rollen mit Leif Erickson und Edward Andrews.

## Handlung
Tom Robinson Lee, mittlerweile ein erfolgreicher Schriftsteller und verheiratet, kommt nach zehn Jahren zu einem Schülertreffen in sein ehemaliges Internat zurück. Er sucht auch das Haus und das Zimmer auf, in dem er damals wohnte. Und er erinnert sich.
Sein Vater hatte ihn seinerzeit auf dieses Internat zu seinem Freund Bill Reynolds geschickt, damit dieser Tom zum „Mann“ erziehe. In dem von Bill geführten Haus sind diverse Schüler untergebracht, mit denen er die Zeit verbringt, und dies auf „männliche“ Art, wie Bill meint, nämlich mit sportlichen Aktivitäten, wozu besonders Schwimmen und Bergsteigen zählen.
Tom passt so gar nicht in dieses Umfeld. Er ist ein Einzelgänger, liest Bücher und gern auch Gedichte und bevorzugt klassische Musik. Während die anderen Jungen am Strand ihre Kräfte messen, sitzt er bei den Lehrerfrauen und unterhält sich mit ihnen über Nähen und Kochen. Das bringt ihm den Spitznamen „Sister-Boy“ („Zimperlieschen“) ein.
Bills Frau Laura, die von Tom verehrt wird, ist die Einzige, der der junge Mann vertraut. Auch sie hegt Sympathie für den 17-Jährigen, der sie so ganz an ihren ersten Mann erinnert, der im Krieg umkam. Er glich Tom in vielem. Auch er war nicht „männlich“ im üblichen Sinn, hatte kulturelle Interessen, und er hatte Angst, von den anderen für feige gehalten zu werden. Mit ihrem zweiten Mann Bill ist Laura seit einem Jahr verheiratet. Laura und Tom erörtern viele seiner Probleme bei einer Tasse Tee. So sprechen sie auch über seine Mitwirkung in einem Theaterstück, in dem er eine Rolle in Frauenkleidern übernommen hat. Doch dazu kommt es dann doch nicht, weil ihm sein Vater die Mitwirkung verbietet und er absagen muss.
In einer Sportart ist Tom den anderen aber überlegen: im Tennis. Doch wollen seine Mitschüler das nicht wahrhaben und unterstellen ihm, dass er nur durch „Tricksen“ gewinne. Und als er wieder einmal ein Spiel gegen einen Schüler für sich entscheidet, sprechen sie gar von einem „gemischten Einzel“.
Es naht der Abend der Pyjamaschlacht, bei der sich jüngere Jahrgänge, zu denen Tom zählt, gegen Ältere verteidigen müssen. Tom kommt erst gar nicht dazu, sich zu wehren. Denn einige haben einen Kreis um ihn geschlossen, um – wie sie erklären – ihr „Zimperlieschen“ zu schützen. Doch viel demütigender für Tom ist, dass er seinerseits auch nicht zum Kämpfen kommt. Schließlich hat Ralph, einer seiner Mitbewohner, Mitleid, durchbricht den Ring und reißt ihm den Schlafanzug herunter. Jetzt beginnt die Schlägerei doch noch, und Tom muss vor der Übermacht fliehen.
Der Abend hat Folgen. Ted, Toms Zimmergenosse, muss auf Anweisung seines Vaters in ein anderes Haus umziehen. Lauras Versuch, dies zu verhindern, bleibt erfolglos. Immerhin haben die beiden Jungen eine Aussprache darüber, wie Tom bei den anderen besser ankommen könne. Es wird aber auch deutlich, dass die Jugendlichen im Hinblick auf Mädchenbekanntschaften nur große Sprüche klopfen. Zwar würden sie damit angeben, seien tatsächlich aber noch nie mit einem Mädchen zusammen gewesen. Aber genau das würde bei den anderen Eindruck schinden, ist Ted fest überzeugt. Da würden sie staunen.
Der Gedanke lässt Tom nicht mehr los. Schnell ist auch ein weibliches Wesen gefunden, es ist Ellie Martin, eine Kellnerin, zwar etwas älter, aber sicher die Richtige. Mit ihr verabredet er sich am Telefon. Laura, die zufällig Zeugin des Gesprächs geworden ist, versucht Tom mit allen Mitteln zurückzuhalten. Das geht sogar so weit, dass sie ihm ihre Liebe gesteht und es zu einem Kuss zwischen beiden kommt. Aber vergeblich, Tom reißt sich los und geht zu Ellie. Allerdings stellt er sich so ungeschickt an, dass seine Versuche in einem Desaster enden und Ellie ihn auslacht und sogar „Sister-Boy“ nennt. Daraufhin rennt Tom in die Küche, greift nach einem Messer und will sich etwas antun. Ellies Mitbewohner überwältigen ihn und übergeben ihn der Schulpolizei.
Tom wird von der Schule verwiesen. Bill und Laura machen sich gegenseitig Vorwürfe, dass es mit Tom so weit gekommen ist. Aber auch in ihrer Ehe stimmt schon lange nichts mehr; schon nach den Flitterwochen entfernten sie sich immer mehr voneinander. Sie sind einfach zu verschieden, sie, die Sensible, er, der – scheinbar – Harte, der lieber mit seinen Jungs zusammen ist. Laura macht sich auf die Suche nach Tom und findet ihn an seinem Lieblingsplatz im Wald außerhalb des Schulgeländes. Sie umarmen und lieben sich, danach meint Laura wehmütig: „Irgendwann später, wenn du von diesem Augenblick erzählen wirst – und du wirst es – sprich nett davon.“
Tom ist in die Gegenwart zurückgekehrt. Er verlässt sein Zimmer und sucht Bill auf, der immer noch für dieses Haus zuständig ist. Bill ist nicht mehr der alte. Müde ist er, apathisch, und hört inzwischen sogar klassische Musik. Er hat einen Brief von Laura für Tom, den sie nie abgeschickt hat. Erst jetzt erfährt er, dass Laura damals, nachdem sie mit ihm zusammen war, nicht mehr zu ihrem Mann zurückgekehrt ist.

## Produktion

### Vorgeschichte
Die drei Hauptdarsteller Deborah Kerr, John Kerr (der mit Deborah Kerr nicht verwandt ist, auch wenn er denselben Nachnamen trägt) sowie Leif Erickson übernahmen im Film ihre Rollen, die sie ab September 1953 bereits 700 Mal am Broadway gespielt hatten. Deborah Kerr war für ihre Leistung als beste Schauspielerin des Jahres mit dem Donaldson Award ausgezeichnet worden und hatte einen Sonderpreis als beste Schauspielerin für ihr Debüt am Broadway erhalten. John Kerr konnte den Donaldson Award ebenfalls entgegennehmen und erhielt außerdem den New York Critics Award als bester Schauspieler. Das Bühnenstück feierte nicht nur am Broadway Triumphe, sondern zählte auch in der westdeutschen Theaterszene der 1950er-Jahre zu den meistgespielten Stücken.
Minnelli zitiert in seiner Autobiografie einen Brief von Anderson, in dem dieser sich mit der Thematik des Films auseinandersetzt. Dort ist von essenzieller Männlichkeit die Rede, die auch aus Sanftmut und Rücksichtnahme und nicht nur aus roher Kraft bestehe. Auch verwahre er sich gegen die Vorstellung, ein Mann sei nur ein Mann, wenn er Vivien Leigh eine Wendeltreppe hinauftragen könne. Ein anderer Punkt sei die Tendenz einer Masse von Individuen, die sich gegen jemanden verbünden würde, der sich von ihnen unterscheidet. Ein weiterer wichtiger Punkt sei, dass es mehr bedürfe als Tee und Mitgefühl, wenn ein Mensch in großen Schwierigkeiten stecke.
Das Filmthema löste jahrelange Diskussionen mit der Produktionscode-Verwaltung aus hinsichtlich der Einbeziehung von Homosexualität, Ehebruch und Prostitution, die zu jener Zeit die Darstellung von Ehebruch und jegliche Darstellung oder auch nur Rückschlüsse auf Sexualperversionen verbot. Nach dem Erfolg des Bühnenstückes zerbrach man sich den Kopf darüber, inwieweit man ein Drehbuch anpassen müsse, um eine Freigabe zu erzielen, da die ursprüngliche Geschichte als inakzeptabel abgelehnt werden würde. Schließlich einigte man sich darauf, dass Tom nicht homosexuell, sondern eben nur anders als die anderen Jungen sein sollte.
Daily Variety berichtete am 16. Dezember 1953, dass Anderson überlege, ein unabhängiges Unternehmen zu gründen, um eine Version des Stückes zu produzieren entgegen den Vorschriften des Hays Code. Die Produktion hätte von Elia Kazan geleitet und von The Playwinghts Company, der Theatergruppe, die das Stück am Broadway produziert hatte, unterstützt werden sollen. Im April 1954 berichtete die New York Times, dass Anderson plane, den Film mit einer unabhängigen Produktionsfirma an der Ostküste zu drehen. MGM kaufte sodann im Juli 1954 die Filmrechte für das Stück. Laut Daily Variety soll Anderson dafür 100.000 US-Dollar für die Rechte erhalten haben und weitere 300.000 US-Dollar, wenn er ein Drehbuch vorlege, das von der Produktionscode-Verwaltung genehmigt werde. Einem daraufhin überarbeiteten Drehbuch wurde die Zustimmung erneut versagt. Das Studio legte gegen die Entscheidung Berufung ein. Nach weiterem Hin und Her und der Zusage, dass man eine Sequenz einfüge, in der Tom später als glücklich verheiratet vorgestellt werde, erhielt der Film dann am 20. Juli 1956 endlich das begehrte Code-Siegel und ein B-Rating (moralisch zu beanstanden).

### Produktionsnotizen, Hintergrund
Produktionsfirma war Metro-Goldwyn-Mayer. Gedreht wurde in Farbe und Cinemascope im Zeitraum 12. April bis Ende Mai 1956. Nach einem Artikel in der New York Herald Tribune im Juli 1956 wurde die Strandszene am Zuma Beach in Kalifornien gedreht.
Die endgültige Fassung des Films unterschied sich von der Vorlage beispielsweise dadurch, dass Tom und Bill zwar latente homosexuelle Neigungen hegten, aber keine Szene gedreht wurde, in der Tom nackt mit seinem homosexuellen Musiklehrer schwimmt. Darüber hinaus wurde dem Film eine Rückblende hinzugefügt, in der Tom nach zehn Jahren Lauras seinerzeit geschriebenen Brief erhält, aus dem hervorgeht, dass sie kein glückliches Leben geführt hat (sozusagen als Strafe für den begangenen Ehebruch).
Obwohl Leif Erickson die Rolle des Bill schon am Broadway gespielt hatte, hätte MGM Burt Lancaster gern in der Rolle gesehen.

### Soundtrack
- The Joys of Love (basierend auf dem Song Plaisir d’Amour)
  - geschrieben von G.B. Martini und Richard Dyer-Bennett
  - Vortrag: John Kerr mit der Stimme von Gene Merlino

## Rezeption

### Veröffentlichung
Der Film hatte am 27. September 1956 Premiere in New York. In Frankreich war er ab dem 5. November 1956 zu sehen. 1957 wurde er in folgenden Ländern veröffentlicht: Belgien, Schweden, den Niederlanden (Internationale Filmwoche in Den Haag); in Finnland und im Vereinigten Königreich (London). In Österreich kam er im November 1957 in die Kinos und in der Bundesrepublik Deutschland am 1. November 1957. Am 31. Oktober 1957 hatte die zensierte Version von Anders als du und ich (§ 175) in Deutschland Premiere, ein Film, der dasselbe Grundthema behandelt: Ein möglicherweise homosexueller Junge findet durch Geschlechtsverkehr mit einem jungen Mädchen auf den „richtigen“ Weg.
Zudem wurde der Film 1959 in der Türkei und in Dänemark veröffentlicht, 1969 in Spanien (Madrid und Barcelona) und 2011 als Wiederaufführung erneut in Frankreich. Zu sehen war er auch in Bulgarien, Brasilien, Griechenland, Ungarn, Italien, Polen, Portugal und der Sowjetunion.

### Kritik
Nach seiner Veröffentlichung konnte der Film hauptsächlich positive Kritiken verbuchen, obwohl die Los Angeles Times in ihrer Rezension behauptete, dass er Fans enttäuschen würde. In der New York Times wurde Tea and Sympathy als „stark und sensibel“ bezeichnet, aber auch als „unnötig prüde“.
Die United States Conference of Catholic Bishops (USCCB) sprach von einem überholten Coming-of-Age-Melodram unter der Regie von Vincente Minnelli aus Robert Andersons Adaption seines eigenen Stücks, das theatralisch und überlang daherkomme und mit seiner Dramatik nicht überzeugen könne.
Kino.de schrieb, dass Tom im Theaterstück offen homosexuell und vom Vater und seinen Mitschülern entfremdet gewesen sei. Der Production Code Hollywoods habe Anderson jedoch gezwungen, im Drehbuch Abschwächungen und Änderungen vorzunehmen, was sich über drei Jahre hingezogen habe, „weil man auch den Ehebruch von Deborah Kerr nur widerwillig akzeptiert“ habe. Vincente Minnelli deute in seiner Inszenierung zwar die latenten homosexuellen Neigungen Toms an, aber Unentschiedenheit siege über Themenbrisanz. In Europa habe man die ganze Aufregung nicht verstanden.
Cinema meinte, „weil Homosexualität in den 50er Jahren tabu war, mußte sich Minnelli zurücknehmen“ und zog in seiner Kritik das Fazit: „Gut gespielt, aber herrlich verklemmt und codiert.“

„Verfilmung eines Broadway-Erfolges von Robert Anderson, die durch übervorsichtige Behandlung des Stoffs trotz guter Darsteller an Brisanz und psychologischem Tiefgang verliert.“

„Psychologisch und geistig ungenügend vertiefter Film (…) Mit einer Ehebruchsgeschichte verknüpft, die starke Vorbehalte bedingt.“

### Auszeichnungen
Deborah Kerr war bei den New York Film Critics Circle Awards 1956 in der Kategorie Beste Schauspielerin für den NYFCC Award nominiert und bei den British Film Academy Awards 1958 als beste britische Darstellerin für den BAFTA Film Award, hatte aber gegenüber Heather Sears (Esther Costello) das Nachsehen. John Kerr hatte ein Jahr zuvor den Golden Globe Award als Bester Nachwuchsdarsteller erhalten.